# 자코모 마이어베어

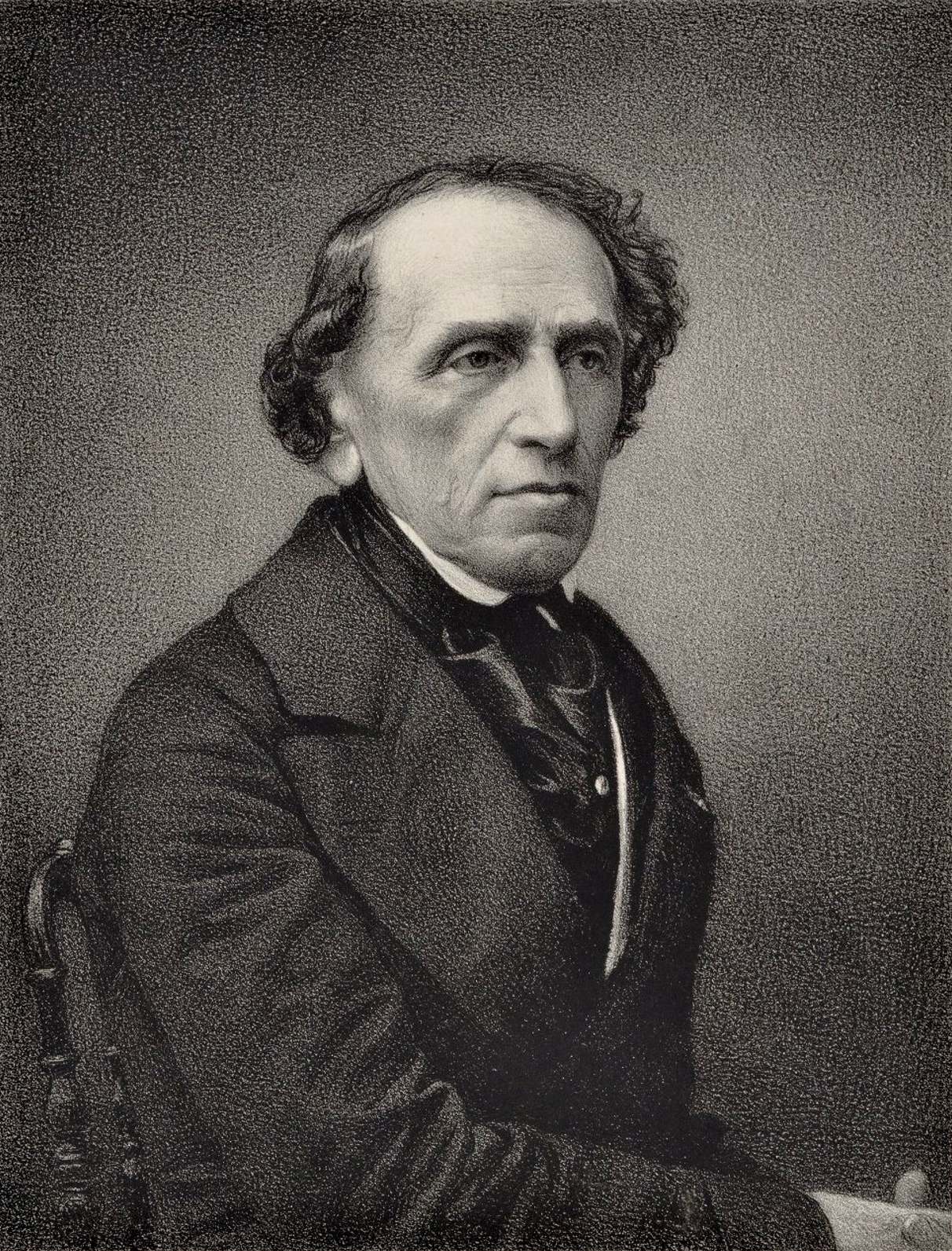
자코모 마이어베어

자코모 마이어베어(Giacomo Meyerbeer, 1791년 9월 5일 ~ 1864년 5월 2일)는 독일의 오페라 작곡가이다.
명작 <악마의 로베르>, <유그노>, <예언자>, <아프리카의 여인>를 지었으며 낭만파 그랜드 오페라 최대의 작곡가라 하겠다. 멜로디의 묘기, 관현악법의 탁월성, 대규모적인 무대 등의 특색과 역사적 사건을 다룬 제재의 선택방법으로 명백하듯이, 그는 낭만파의 민족주의적 경향을 반영시키면서 국제적인 양식을 자기 것으로 소화시켰다.

## 같이 보기
- 하인리히 하이네
- 루이스 슈포어
- 찰스 빌리어스 스탠포드